# Shelter Island Heights
Shelter Island Heights és una concentració de població designada pel cens dels Estats Units a l'estat de Nova York. Segons el cens del 2000 tenia 981 habitants.

## Demografia
Segons el cens del 2000, Shelter Island Heights tenia 981 habitants, 459 habitatges, i 302 famílies. La densitat de població era de 70,7 habitants per km².
Dels 459 habitatges en un 16,3% hi vivien nens de menys de 18 anys, en un 58,8% hi vivien parelles casades, en un 5,9% dones solteres, i en un 34% no eren unitats familiars. En el 29,8% dels habitatges hi vivien persones soles el 20,7% de les quals corresponia a persones de 65 anys o més que vivien soles. El nombre mitjà de persones vivint en cada habitatge era de 2,14 i el nombre mitjà de persones que vivien en cada família era de 2,62.
Per edats la població es repartia de la següent manera: un 14,9% tenia menys de 18 anys, un 3,1% entre 18 i 24, un 14,3% entre 25 i 44, un 31,9% de 45 a 60 i un 35,9% 65 anys o més.
L'edat mediana era de 56 anys. Per cada 100 dones de 18 o més anys hi havia 86,8 homes.
La renda mediana per habitatge era de 65.446 $ i la renda mediana per família de 76.162 $. Els homes tenien una renda mediana de 46.750 $ mentre que les dones 37.955 $. La renda per capita de la població era de 34.083 $. Entorn del 4,6% de les famílies i el 6,2% de la població estaven per davall del llindar de pobresa.